# Johann Gottfried Hagemeister
Johann Gottfried Lucas Hagemeister (* 13. Januar 1762 in Greifswald; † 4. August 1806 in Anklam) war ein deutscher Schauspieler, Dichter, Publizist und Lehrer. 

## Leben
Der Sohn des Lucas Friedrich Hagemeister (1731–1770), akademischer Sekretär in Greifswald, und der Anna Katharina Unger besuchte die Greifswalder Stadtschule, die zu dieser Zeit von Theophilus Coelestinus Piper geleitet wurde. Hier schloss er Freundschaft mit Christian Wilhelm Ahlwardt und Andreas Christoph Niz, mit welchen er das Interesse für englische und romanische Literatur teilte. Ab 1779 studierte er an der Universität Greifswald. Inspiriert durch die Tragödien William Shakespeares verfasste er Schauspiele für das Studierendentheater auf der Schonenfahrercompagnie, welches von M. Raufseysen gegründet worden war, und trat auch selbst als Schauspieler auf. 1782 ging er an die Universität Halle, wo er neben dem Studium der Geschichte, Ästhetik und der hebräischen Sprache eine musikalische Ausbildung erhielt. 
1784 zog er nach Berlin, wo er zunächst in Pensionsanstalten, dann ab 1785 als Lehrer für Sprachen und Geschichte am Schindlerschen Waisenhaus unterrichtete. 1788 gab er diese Stellung auf und arbeitete als freier Schriftsteller. Von Berlin aus unternahm er Reisen nach Hamburg, Kassel und Weimar. Er verfasste mehrere dramatische Dichtungen und übersetzte Shakespeares Othello für das Königliche Nationaltheater. Dort wurden 1791 auch seine Stücke „Das große Loos“ und „Johann von Procida“ aufgeführt. Hagemeister gab 1792 die Zeitschriften „Dramaturgisches Wochenblatt“ und mit Georg Wilhelm Bartholdy das aufklärerisch gesinnte Journal für Gemeingeist heraus. Mit den Ereignissen der Französischen Revolution im Jahr 1793 setzte er sich in den „Römischen Dichtungen“ auseinander. Im Stil des jungen Friedrich Schiller schrieb er lyrische Dichtungen. Er neigte zu einer ausschweifenden Lebensweise und hatte wiederholt finanzielle Probleme. 
Hagemeister verließ 1793 Berlin und ging über Kassel und Hamburg für einige Zeit nach Demmin, wo sein Freund Ahlwardt zu dieser Zeit Lehrer an der Stadtschule war, und Greifswald. Anschließend hielt er sich einige Zeit als Hauslehrer beim Präpositus Georg Theodor Schwarz in Wiek auf Rügen auf.  Dort lernte er unter anderem Ludwig Gotthard Kosegarten und Ernst Moritz Arndt kennen. Später wurde er zum Doktor promoviert. Er war 1798 Konrektor, 1802 Rektor der Stadtschule von Anklam. Alkohol und Krankheiten führten zum gesundheitlichen Verfall. 1806 starb er an Auszehrung.
Der Literaturhistoriker Heinrich Kurz zählte Johann Gottfried Hagemeister zu „den beliebtesten Dramatikern seiner Zeit“ und hob die Qualität der Stücke „Der Jesuit“ und „Johann von Procida“ hervor.

## Schriften (Auswahl)
- Elegie auf den 9. September 1786. 1786. (Digitalisat in der Digitalen Bibliothek Mecklenburg-Vorpommern)
- Die Jesuiten. Schauspiel, Berlin 1787
- Die Vorurtheile und Der Prüfstein. zwei Schauspiele, Berlin 1787
- Kaufmann von London. 1789 (Übersetzung nach George Lillo)
- Kurt von Bassewitz oder das gerettete Kyritz. Berlin 1790.
- Johann von Procida. Schauspiel, Berlin 1791.
- Das große Loos. (Das Lotterieloos.), Lustspiel, Berlin 1791.
- Dramaturgie für Berlin und Deutschland. 2. Bde. Berlin 1792.
- Woldemar. Schauspiel, Berlin 1793.
- Römische Dichtungen. Berlin 1794.
- Das Gelübde. Trauerspiel, Berlin 1795
- Der Prüfstein für Künstler. Schauspiel, Berlin 1795.
- Der Tod des Pausanias. Trauerspiel, Berlin 1785.
- Gustav Wasa. Berlin 1795 (Neue Ausgabe Berlin 1802).